# Antoni Wiktorowski
Antoni Józef Wiktorowski (ur. 13 czerwca 1893 w Małej Wsi, zm. ?) – podpułkownik piechoty Wojska Polskiego, kawaler Orderu Virtuti Militari.

## Życiorys

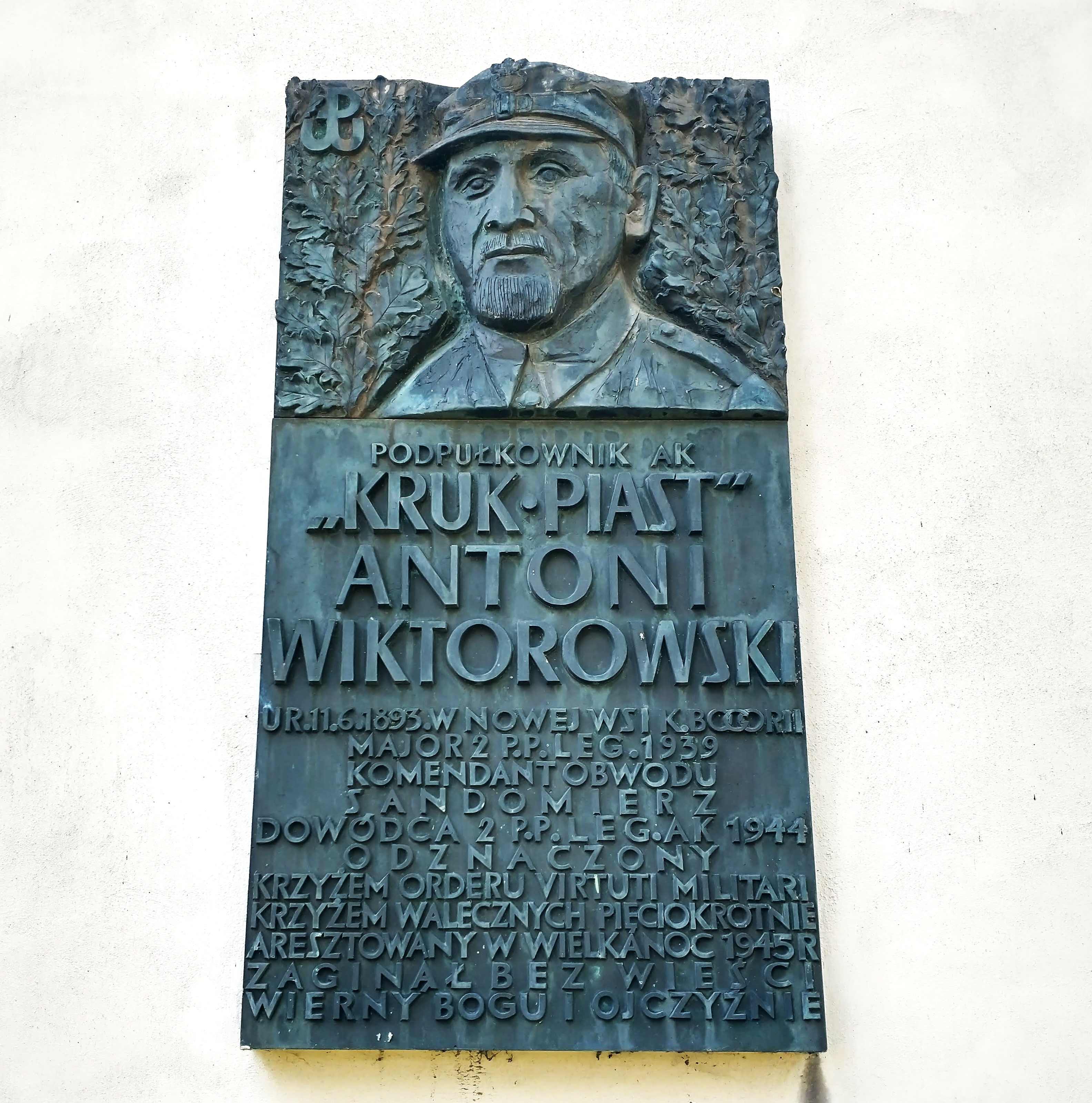
Tablica pamiątkowa na kościele Świętej Trójcy w Bogorii

Urodził w rodzinie ziemiańskiej w Małej Wsi w powiecie sandomierskim, znajdującej się wówczas w Guberni Radomskiej na terenie zaboru rosyjskiego. Rodzina pieczętowała się herbem rycerskim Jastrzębiec. Był jednym z trójki dzieci Piotra Wiktorowskiego, właściciela majątku w Małej Wsi, i Katarzyny z d. Pietrzykowskiej. 
Po wybuchu I wojny światowej został wcielony w 1915 roku do armii rosyjskiej. Służył w 2 Syberyjskim Pułku Strzelców. Następnie skierowany do szkoły oficerskiej w Pskowie. Po ukończeniu szkoły zgłosił się na ochotnika w 1917 roku do I Korpusu Polskiego. W stopniu podporucznika służył w 2 pułku strzelców polskich 1 Dywizji Strzelców Polskich. Po rozbrojeniu Korpusu przez Niemców wrócił do kraju w grudniu 1918 roku.
Z uwagi na zły stan zdrowia do Wojska Polskiego wstąpił dopiero 16 lipca 1919 roku. Uczestnik wojny polsko-bolszewickiej w składzie 49 pułku piechoty. Dowodził kompanią, a przejściowo także III batalionem. Za atak na pozycje bolszewickie pod Iwankowcami w dniu 1 kwietnia 1920 roku został odznaczony orderem Virtuti Militari V klasy.
Służył jako dowódca kompanii w 44 pułku Strzelców Legii Amerykańskiej w Równem. W sierpniu 1929 został przeniesiony z 49 pp do Szkoły Podchorążych Piechoty w Ostrowi Mazowieckiej na stanowisko instruktora. W czasie roku szkolnego 1929/1930 był komendantem klasy „C”. W marcu 1931 został przeniesiony do 2 pułku piechoty Legionów w Sandomierzu na stanowisko dowódcy 7. kompanii. W 1933 roku objął dowództwo I batalionu tego pułku stacjonującego w Staszowie. Na stopień majora został mianowany ze starszeństwem z 1 stycznia 1936 i 109. lokatą w korpusie oficerów piechoty. W tym samym roku został przeniesiony do rezerwy z uwagi na stan zdrowia (gruźlica).
Zmobilizowany we wrześniu 1939 roku, dostał się do niewoli niemieckiej. Zwolniony ze względu na stan zdrowia. W październiku 1939 roku założył konspiracyjną organizację „PIAST” wraz z którą został włączony w struktury ZWZ, a potem w AK. Od 1 lipca 1944 roku komendant Obwodu AK Sandomierz. W czasie Akcji „Burza” dowódca 2 pułku piechoty Legionów AK. 8 października 1944 roku przeniesiony z powrotem do konspiracji w obwodzie włoszczowskim z powodu pogarszającego się stanu zdrowia. Zakonspirowany został w Lipnie. 
Po rozwiązaniu AK wrócił na Wielkanoc 1945 roku do domu, gdzie wskutek donosu został aresztowany przez Ministerstwo Bezpieczeństwa Publicznego 2 kwietnia 1945 roku. Wśród ubowców część była ze Staszowa (Teodor Kufel komendant UB w Staszowie) i Sandomierza. Więziony w więzieniach według różnych źródeł w Kielcach, Łodzi i Wawrze. Przyczyna i miejsce zgonu pozostają nieznane.
Symboliczna mogiła Antoniego Wiktorowskiego znajduje się na Cmentarzu Katedralnym w Sandomierzu obok grobu jego żony – Konstancji.
W Klimontowie umiejscowiony jest pominik ku czci ppłk. Antoniego Wiktorowskiego.
W 2019 ppłk Antoni Wiktorowski został patronem 3. Sandomierskiego Batalionu Radiotechnicznego.

## Awanse
- podporucznik – 1917 r.
- porucznik – 1 marca 1920 r.
- kapitan – 1 stycznia 1931 r.
- major – 1 stycznia 1936 r.
- podpułkownik – 10 września 1944 r.

## Ordery i odznaczenia
- Krzyż Srebrny Orderu Virtuti Militari – 30 czerwca 1921[13]
- Krzyż Walecznych[14]
- Krzyż Zasługi z Mieczami
- Medal Niepodległości – 23 grudnia 1933 „za pracę w dziele odzyskania niepodległości”[15][16]
- Srebrny Krzyż Zasługi[17]
- Medal Pamiątkowy za Wojnę 1918–1921[17]
- Medal Dziesięciolecia Odzyskanej Niepodległości[17]
- Odznaka za Rany i Kontuzje[17]
- Odznaka Pamiątkowa 2 pułku piechoty Legionów[17]